# Alakhdhar SC
Al-Akhdhar (arabisch نادي الأخضر, DMG Nādī l-Aḫḍar) ist ein Sportverein aus der libyschen Stadt al-Baida. Die Vereinsfarben sind Grün und Weiß. Er wurde 1958 gegründet und zählt heute zu den größten Vereinen des Landes.

## Geschichte
1976 erreichte der Klub erstmals das Finale um den nationalen Pokal. Es war die erste Auflage des Wettbewerbs. Im Endspiel scheiterte der Verein dann mit 0:2 an Al-Ahly Tripolis. 2005 und 2007 qualifizierte man sich erneut für das Finale. Doch jeweils scheiterte man an al-Ittihad. In den gleichen Jahren schaffte es die Mannschaft ebenfalls nicht den Supercup zu gewinnen. Beide war wie auch schon im Pokal-Turnier gegen Al-Ittihad schluss.

## Ehemalige bekannte Spieler (Auswahl)
| Name des Spielers | Zeitraum  | Bemerkung                            |
| ----------------- | --------- | ------------------------------------ |
| Rémi Adiko        | 2010–2011 |                                      |
| Marei Al Ramly    | 2007–2009 | ehemaliger libyscher Nationalspieler |